# Pleskowce
Pleskowce, Pleszkowce (ukr. Плесківці) – wieś na Ukrainie, w  rejonie tarnopolskim obwodu tarnopolskiego, w hromadzie Tarnopol.
Do 2020 roku część rejonu zborowskiego, od 2020 – tarnopolskiego.